# Hospital Regional de Talca
El Hospital Dr. César Garavagno Burotto, u Hospital Regional de Talca (HRT), es un hospital público docente asistencial de alta complejidad ubicado en la ciudad de Talca. Es el principal centro de referencia de la región del Maule y se le considera uno de los recintos hospitalarios más antiguos del país. Fue fundado el 6 de julio de 1803, recibiendo el reconocimiento oficial por parte de la Corona de España el 18 de julio de 1806.
La antigua estructura del hospital fue duramente dañada con el Terremoto de 2010, iniciando su remodelación en 2011 y siendo formalmente inaugurado en noviembre de 2017.

## Historia
Su origen se encuentra estrechamente relacionado con la fundación de la Villa San Agustín de Talca por el gobernador José Manso de Velasco en el año 1742. En esa época, la zona no poseía una economía estable pues las fuentes principales de trabajo (agricultura, ganadería y minería) no contaban con un gran desarrollo imposibilitando el sustento de un recinto hospitalario que cubriera las necesidades del sector. Solo en el año 1796, con una población de aproximadamente siete mil habitantes, y debido al consiguiente aumento de la riqueza del entonces pueblo, la gestión de Juan Manuel de la Cruz y Bahamonde con sus hermanos Vicente y Nicolás, llevar la construcción del hospital San Juan de Dios de Talca ubicado en la actual calle 2 sur, entre 4 y 5 oriente, obra que culminaría con la fundación y entrada en actividades del mismo en el año 1799. Los planos de su construcción estuvieron a cargo del arquitecto Joaquín Toesca y en un principio su dirección estuvo a cargo de los religiosos de la orden Hospitalaria de San Juan de Dios. El primer administrador del recinto fue el sacerdote Augusto Rencoret.

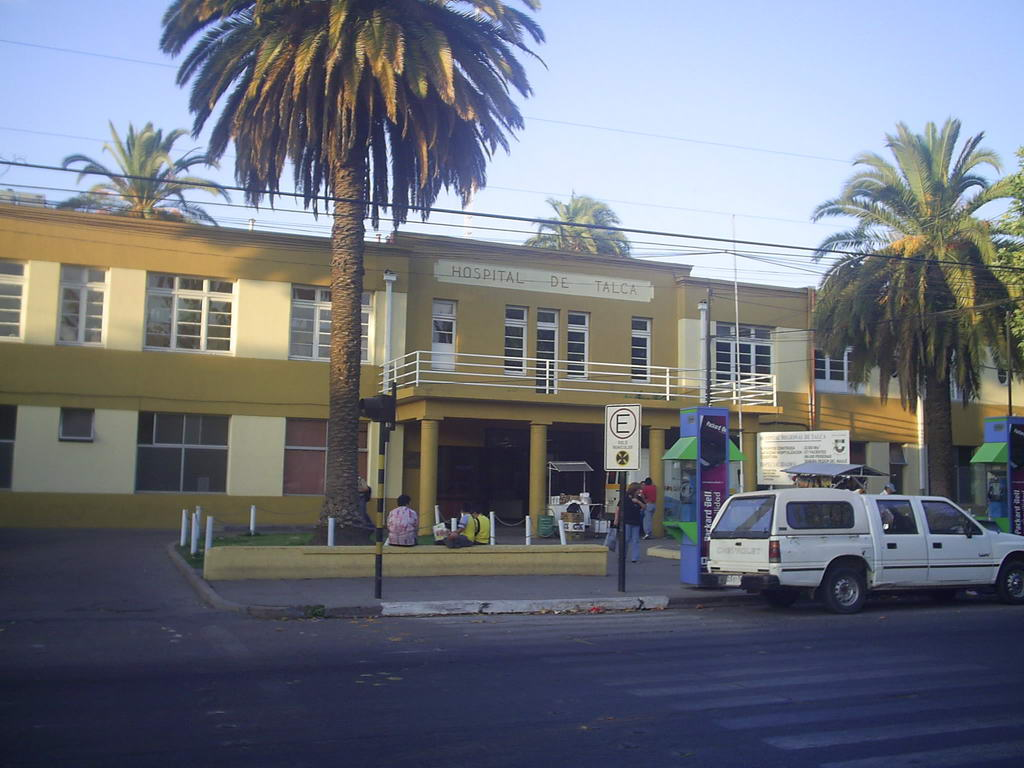
Antigua fachada del Hospital Regional de Talca, antes del terremoto de 2010.

El 8 de julio de 1803 el establecimiento es reconocido oficialmente por la Cédula Real, recibiendo además la aprobación del plan de financiamiento propuesto por Nicolás de la Cruz y Bahamonde, que pretendía la asignación del 9.5% de los diezmos para cubrir los gastos de sus funciones (costos administrativos, medicinas, insumos y alimentos), y la asignación de Vicente de la Cruz y Bahamonde como mayordomo del mismo.
Durante los próximos años, en el contexto de las guerras independentistas, debido a las contingencias sociales, precariedad económica, la escasez general de médicos y la pobre reputación de esta ocupación en el país, la situación del hospital se tornó calamitosa. A partir del año 1830, una vez lograda la independencia del país, que permite la apertura de las fronteras a personajes extranjeros (médicos en este caso), y gracias a la gestión de Guillermo Blest en su rol de protomedicato, llegan los médicos ingleses Guillermo Cripe, Pedro Fischer y Jorge Burton.
El 20 de febrero de 1835, un terremoto con epicentro cerca de Concepción produce el derrumbe del hospital. El año 1840, se vuelve a levantar en la misma ubicación. En el año 1845, llegan los médicos Nicolás Pedro Moller, Fernando Parot y Joaquín Nogera y asume la administración Vicente Antúnez. El 20 de julio de 1846 se crea la Junta Local de Beneficencia, organismo que asume la administración del recinto. En 1854 se dicta el Reglamento para la administración y régimen de los hospitales, documento avalado por Manuel Montt y Antonio Varas que, entre otras cosas, proponía exigencias y requisitos para la atención de pacientes, obligación de los médicos y administrador del hospital. Durante este mismo año, y a petición de Manuel Montt, llegan al país las hermanas de la Caridad de San Vicente de Paul quienes ejercen un importante rol de servicio en relación con el cuidado de enfermos.
En 1886, el hospital sale del centro y se cambia a la ubicación en la que se encuentra actualmente, que en aquella época representaba a las zonas periféricas de la ciudad.
Dentro de las figuras más destacadas que han pasado por el hospital se encuentran el doctor César Garavagno Burotto (1872-1943), quien fuera su primer director médico y el doctor Enrique Mercadal Paccaud, quien ejerció el cargo de director durante el período de apertura del consultorio externo y la remodelación del área de Maternidad.

## Características

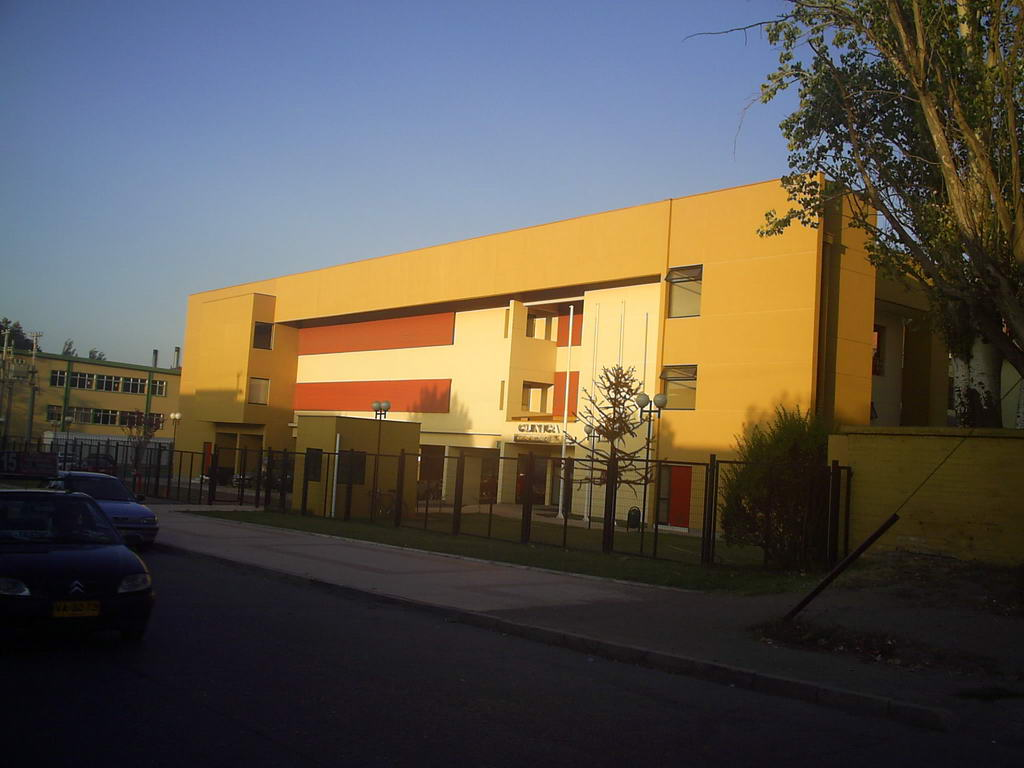
Clínica del Hospital de Talca.

El Hospital Regional de Talca cumple funciones como hospital regional; provincial y comunal; siendo el centro de referencia regional para los hospitales de la región.
Es un establecimiento asistencial tipo 1, de alta complejidad, con una dotación efectiva de 1.468 cargos y 645 camas, distribuidas en 359 de cuidados básicos, 112 de cuidados medios, 132 de cuidados críticos y 42 corresponderán a pensionado, además cuenta con 23 pabellones, un servicio de urgencia con 27 boxes de atención y seis salas de parto. Además, cuenta con instalaciones para la atención de pacientes críticos adultos, pediátricos y neonatales, estos últimos, únicos en la región, incluyendo el sector privado. Cuenta con un helipuerto, con conexión inmediata a la Unidad de Emergencia y Paciente Crítico permitiendo de esta manera recibir a los pacientes de gravedad que hayan sido evacuados por vía aeréa además de facilitar el transporte de órganos de manera expedita.
Esta organizado en 11 centros de responsabilidad (C.R) con 10 servicios clínicos y 33 unidades clínicas, abarcando de esta forma un amplio número de especialidades.
- C.R. Médico Adulto: Servicio Medicina Adulto; Servicio Larga Estadía Adulto Mayor; Unidad Dermatología; Unidad de Atención y Control en Salud Sexual y Unidad Hospitalización Domiciliaria.
- C.R. Médico Quirúrgico Adulto: Servicio Cirugía Adulto; Servicio Traumatología; Servicio Neurocirugía; Servicio Urología; Servicio Oftalmología y Servicio Otorrino-Laringología.
- C.R. Médico Quirúrgico Infantil: Servicio Cirugía Infantil y Servicio Pediatría.
- C.R. Gineco- Obstétrico: Unidad Atención Abierta; Unidad Ginecología; Unidad Obstetricia y Puericultura y Unidad Urgencia Gineco – Obstétrica.
- C.R. Paciente Crítico y Unidad de Emergencia: U.P.C Pediátrica; U.P.C. Neonatal; U.P.C. Adulto y U.E.H. Unidad de Emergencia Hospitalaria.
- C.R. Oncología y Radioterapia: Unidad Oncología y Hematología Adultos; Unidad Oncología y Hematología Pediátrica; Unidad Cuidados Paliativos y Unidad de Radioterapia Oncológica.
- C.R. Cardiología y Cirugía Cardiaca: Unidad Cirugía Cardíaca; Unidad Consulta Ambulatoria; Unidad Laboratorio Técnicas no Invasivas; Unidad Hemodinamia y Unidad Electrofisiología.
- C.R. Salud Mental: Unidad de Psiquiatría Corta Estadía Adulto y Unidad de Psiquiatría Atención Abierta.
- C.R. Salud Dental y Maxilofacial: Unidad Salud Dental Atención Abierta y Unidad Maxilofacial.
- C.R. Aplicación Terapéutica: Unidad Farmacia; Unidad Alimentación y Nutrición; Unidad Medicina Física y Rehabilitación; Unidad Medicina Transfusional; Unidad Pabellón y Anestesia y Unidad de Diálisis.
- C.R. Apoyo Diagnóstico: Imagenología; Laboratorio y Anatomía Patológica.

El Centro Diagnóstico y tratamiento (CDT), como centro de responsabilidad estará conformado por los siguientes centros de costos: Centro de especialidades Odontológicas; Centro de especialidades Digestivas, Centro de especialidades Cardio Respiratorio ; Oncología ambulatoria; Cirugía Mayor Ambulatoria; Salud Mental Ambulatoria; Programa de la Mujer; Centro de Especialidades Oftalmológicas, Centro de especialidades de Otorrinolaringología.
Actualmente el Hospital de Talca se constituye como centro de referencia en Cardiocirugía para la macrozona de la Región del Maule y Región del Libertador General Bernardo O'Higgins, lo que permitirá resolver problemas de baja, mediana y alta complejidad de manera paulatina en el área de la cardiología y cirugía cardíaca beneficiando a los habitantes de ambas regiones. A su vez cuenta desde 2007 con el Servicio de Hemodinamia siendo centro de referencia regional durante las 24 horas, realizando procedimientos tales como angioplastias a pacientes que estén sufriendo eventos isquemicos tales como infartos.
También es destacable el hecho que el Hospital Regional de Talca desde 1998 inició su programa de trasplante renal tanto de donantes cadáveres como de donantes vivos, programa que se vio suspendido luego del sismo de 2010, reiniciándose plenamente en noviembre de 2017 ya en las nuevas dependencias del recinto hospitalario.
En términos cuantitativos (datos del año 2006), el establecimiento realizó 23.386 egresos; 149.181 consultas de especialidades; 109.964 consultas de urgencia; 17.897 cirugías mayores y menores; 1.683.030 exámenes de laboratorio y 93.868 procedimientos de imagenología.
En septiembre de 2018, fue inaugurado un sistema de autoconsumo fotovoltaico con 604 paneles solares en el techo del hospital, en concordancia a las políticas de eficiencia energética y de generación de energías renovables en Chile, en especial para que el establecimiento obtenga una cierta independencia energética en situaciones de emergencia.

## Rol Formador
Como el hospital de mayor complejidad del Servicio de Salud del Maule, el Hospital Regional de Talca se ha constituido como un importante actor como centro formador de profesionales de la salud, al 2020 ha establecido importantes convenios docentes asistenciales con diversas casas de estudios, destacando los lazos con la Universidad Católica del Maule, Universidad de Talca, Universidad Santo Tomás y Universidad Autónoma de Chile para la realización de prácticas e internados en las disciplinas de Medicina, Enfermería, Kinesiología, Tecnología Médica, Nutrición y Dietética, Fonoaudiología y Terapia Ocupacional. 
La relación con la Universidad Católica del Maule existente desde la década de 1970, ha sido muy fructífera contando a la fecha con Kinesiólogos, Enfermeras y Médicos que han sido formados en el HRT, contribuyendo de esta manera a la red asistencial regional y nacional de profesionales plenamente capacitados para servir a los usuarios en los diferentes escenarios que contempla la atención en salud. En el área médica el convenio suscrito entre el Hospital Regional de Talca con la Escuela de Medicina de la UCM, es de especial relevancia puesto que el HRT se constituye como el Campo Clínico exclusivo para dicha carrera, siendo esta sinergia responsable de la formación de más de 400 médicos cirujanos.
Uno de los hitos más relevantes iniciados en 2012 mediante el proyecto Becas Maule por parte de la Universidad Católica del Maule (UCM) es la formación de médicos especialistas con el objetivo de disminuir la brecha de especialistas en el Maule, siendo nuevamente el HRT el Campo Clínico fundamental entregando al 2020 más de 100 especialistas para el país, a la fecha el proyecto se encuentra en su segunda versión sumándose a la iniciativa la Universidad Autónoma de Chile (UA) y la Universidad de Talca, actualmente se desarrolla docencia de posgrado en las siguientes especialidades y subespecialidades
- Medicina Interna (UCM)[21]
- Cirugía General (UCM)[22]
- Pediatría (UCM)[23]
- Ginecología y Obstetricia (UCM)[24]
- Anestesiología y Reanimación (UCM)[25]
- Traumatología y Ortopedia (UCM)[26]
- Psiquiatría Adultos (UCM)[27]
- Psiquiatría Pediátrica Y De La Adolescencia (UCM)[28]
- Anatomía Patológica (UCM)[29]
- Medicina Familiar Adultos (UCM)[30]
- Medicina Familiar Niños (UCM)[30]
- Subespecialidad en Cardiología (UCM)[31]
- Subespecialidad en Oncología Médica (UCM)[32]
- Medicina de Urgencias (UA)
- Medicina Interna (UA)
- Cirugía General (PUC)